# Zwergschlitznase
Die Zwergschlitznase (Nycteris nana), auch Zwerg-Schlitznase, ist eine in West- und Zentralafrika vorkommende Fledermausart der Gattung der Schlitznasen.

## Beschreibung
Die Zwergschlitznase ist mit einem durchschnittlichen Gewicht von etwa 5 bis 6 g ein kleiner Vertreter der Gattung der Schlitznasen. Das Fell ist ober- und unterseits dunkelbraun gefärbt, die dunkelbraunen Flügel sind unbehaart. Die Ohren sind breit und abgerundet, der äußere Rand des Tragus ist auf der Hälfte der Länge konkav geknickt. Wie bei anderen Schlitznasen wirkt das Gesicht oberhalb der Schnauze durch eine Längsfurche zweigeteilt. Die Unterarmlänge beträgt durchschnittlich weniger als 3,7 cm, wodurch man sie von den nah verwandten und ähnlich aussehenden Arten Mittlere Schlitznase (Unterarmlänge 3,6 – 3,8 cm) und Bate-Schlitznase (Unterarmlänge über 3,8 cm) unterscheiden kann.

## Verbreitung
Die Zwergschlitznase ist in den Regenwäldern Zentral- und Westafrikas verbreitet. Das große Verbreitungsgebiet reicht von der Elfenbeinküste im Westen über Togo, Kamerun und der Demokratischen Republik Kongo bis nach Uganda im Osten. Die südliche Verbreitungsgrenze befindet sich im nördlichen Angola.

## Lebensweise
Die bevorzugten Habitate der Zwergschlitznase sind Tieflandregenwälder und angrenzende Waldbereiche. Quartiere werden einzeln oder in kleinen Familiengruppen bezogen. Die Quartiere befinden sich in Baumhöhlen, deren Eingang nahe dem Boden liegt.

## Forschungsgeschichte
Das Typusexemplar wurde von George Latimer Bates im Kongo gesammelt und durch Knud Christian Andersen unter dem Namen Petalia nana 1912 erstbeschrieben.

## Gefährdung
Seitens der IUCN wird die Art auf Grund des großen Verbreitungsgebiets und der vermutlich großen Populationsgröße als nicht gefährdet („least concern“) eingestuft.